# Верещагин, Олег Николаевич
Верещагин, Олег Николаевич (10 сентября 1973, Кирсанов, Тамбовская область) — русский писатель-фантаст, педагог и публицист. Его фантастические произведения рецензенты относят к «подростковой прозе» и «утопии воспитания». С 1991 по 1993 год проходил срочную службу в пограничных войсках на границе Казахстана с Китаем. С января 1994 года работает в сельских школах Кирсановского района (с. Сурки — закрыта в 2007 году; с. Кобяки — закрыта в 2008 году; с. Голынщина — реорганизована в 2011 году) В 1999 году заочно закончил исторический факультет Тамбовского государственного университета.

## Биография
Турист, охотник, краевед, любитель бардовской песни. Занимается ролевым фехтованием, конным спортом, пулевой стрельбой. Получал призы и грамоты так же за гандбол и спринт.
Ранее работал учителем в сельской школе. Много пишет о детях. Ученики О. Н. Верещагина многократно становились победителями соревнований и конкурсов (краеведческих, исторических, военных) разного уровня, от районного до всероссийского регионального.
Помимо книг, регулярно публикует в «Советской России» и «Нашем Голосе» статьи, основная направленность которых — информирование масс о положении детства в стране, борьба с ювенальной юстицией, с усыновлением русских детей иностранцами, с педофилией, пропаганда необходимости патриотического воспитания, освещение современного геноцида русского народа.
С декабря 2010 года — член КПРФ.
С февраля 2012 года возглавляет Тамбовское областное отделение Всероссийского созидательного движения «Русский лад».
4 марта 2012 года выдвигался в качестве кандидата на должность Главы районной администрации Кирсановского района Тамбовской области от партии КПРФ, но не прошел, набрав, однако, около 40 % голосов.

## «Повести наших лет»
Олег Верещагин является одним из организаторов (фактически — руководителем) самодеятельного литературного общественного издательского проекта «Повести наших лет», призванного объединить «всех тех, кто почему-либо считает неверным курс крупных издательств РФ, недоволен им или просто не может найти изданных книг себе по душе». В рамках проекта «ПНЛ» публикуются «неформатные» книги. Средства на печать собираются методом краудфандинга. С июля 2014 года выпущены следующие книги:
- «Работа на лето» — Александр Мартынов (2014)
- «Ленка-Пенка» — Сергей Арсеньев (2014)
- «Вне времени» (сборник исторических повестей) — Евол Вильвер, Олег Верещагин, Лев Прозоров (2015)
- «Подкова на счастье» — Александр Мартынов (2017)
- «Боги и витязи Арконы» — Вильгельм Альверт (2018)
- «Последний торпедоносец» — Александр Мартынов (2020)